# Antipapa Pascoal III
Pascoal III (Guido da Crema) (Crema, c.1100-Roma, 20 de setembro de 1168) foi um antipapa da Igreja Católica Romana de 1164 a 1168, em oposição ao Papa Alexandre III.

## Biografia
Guido nasceu em Crema, na família dos condes de Camisano. Era sobrinho do Cardeal Giovanni da Crema (1117).
No consistório de 1150, Guido foi criado Cardeal-Diácono de S. Eustachio e provavelmente no ano seguinte passou a Cardeal-presbítero de Santa Maria in Trastevere. Assinou bulas papais emitidas entre 19 de março de 1158 e 23 de maio de 1159. Legado perante o Imperador Frederico I Barbarossa. Em 1159 juntou-se à obediência do Antipapa Vítor IV. Assinou bulas emitidas entre outubro-novembro de 1159 e 1163. Organizou sínodos na Inglaterra e na França em favor do antipapa. O Papa Alexandre III o interditou. Assinou as bulas emitidas por Vítor IV em 14 e 18 de abril de 1164.
Com a morte do antipapa Vítor IV, em Lucca, em 20 de abril de 1164, Rainald de Dassel, arcebispo de Colônia, chanceler imperial e vigário da Itália, por sua própria vontade, elegeu o cardeal da Crema sucessor do antipapa em 22 de abril de 1164. Ele assumiu o nome de Pascoal III e foi consagrado em Lucca por Henri de Leez, bispo de Liège. No entanto, ganhou lealdade limitada no império.
A pedido veemente do imperador Frederico I, ele procedeu à canonização de Carlos Magno em 29 de dezembro de 1165, em Aachen; a canonização nunca foi reconhecida pela Igreja. Quando Roma foi tomada pelo imperador, Pascoal III foi entronizado na basílica patriarcal do Vaticano em 22 de julho de 1167. No dia 30 de julho seguinte, ele coroou, com um círculo dourado, o imperador Barbarossa, que já havia sido coroado pelo papa Adriano IV; também coroou Beatriz como imperatriz. Após um surto repentino de pestilência destruir o exército imperial, Frederico recuou para a Alemanha, acompanhado pelo antipapa. Pascoal III criou dez pseudocardeais.
O antipapa voltou a Roma, onde faleceu de câncer, e foi sepultado na Basílica de São Pedro.